# 이반 스트리니치
이반 스트리니치(크로아티아어: Ivan Strinić, 1987년 7월 17일 ~)는 크로아티아의 은퇴한 축구 선수이다. 레프트 백으로 활약했다.

## 수상 경력

### 국가대표팀
크로아티아
- FIFA 월드컵 준우승: 2018[1]